# Yan Hui

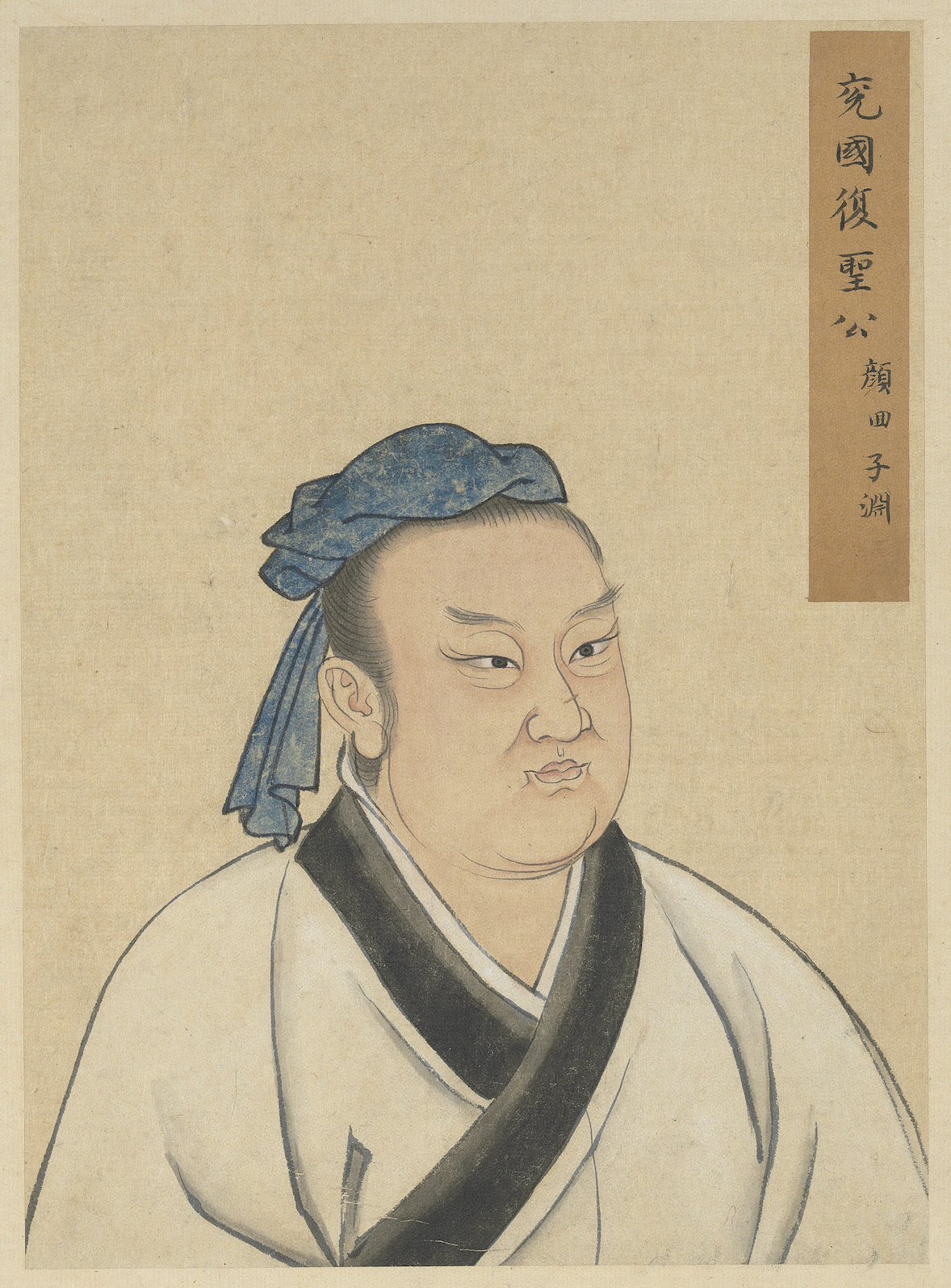
Yan Hui

Yan Hui (chinesisch 颜回; * 521 v. Chr. im Cai; † 481 v. Chr.) war ein chinesischer Philosoph und der Lieblingsjünger von Konfuzius. Er gilt als eine der meist verehrten Persönlichkeiten des Konfuzianismus. In konfuzianischen Tempeln wird er als einer der „Vier Weisen“ verehrt. Yan Hui ist auch unter seinem Höflichkeitsnamen (Courtesy name) Ziyuan und als Yan Yuan bekannt, eine Kombination aus seinem Nachnamen und seinem Höflichkeitsnamen. Er wird auch ehrfurchtsvoll als Meister Yan oder Yanzi bezeichnet. 

## Leben
Yan Hui stammte aus dem Staat Lu in der heutigen Provinz Shandong. Sein Vater Yan Wuyou (Yan Lu) war einer der frühesten Schüler des Konfuzius. Yan Hui war ungefähr 30 Jahre jünger als Konfuzius und wurde in jungen Jahren Schüler des Meisters.
Die Erwerbsbiografie des Konsultanten aus Qufu weist Lücken auf. In einer dieser Zeiten der Askese reiste Konfuzius mit Yan Hui durch die Staaten Chen und Cai, als ihnen ein herrenloser Reissack begegnete. Yan Hui kochte den Reis und Konfuzius beobachtete mit durch den Hunger geschärften Augen, wie Yan Hui den halbgaren Reis aß. Als Yan Hui den fertiggekochten Reis Konfuzius anbot, erklärte dieser, er habe von seinem Vater geträumt und dem sei nun ein Teil des Reises zu opfern, worauf ihm Yan Hui erklärte, dass der Reis durch Feinstaub kontaminiert und deshalb als Opfer ungeeignet sei.

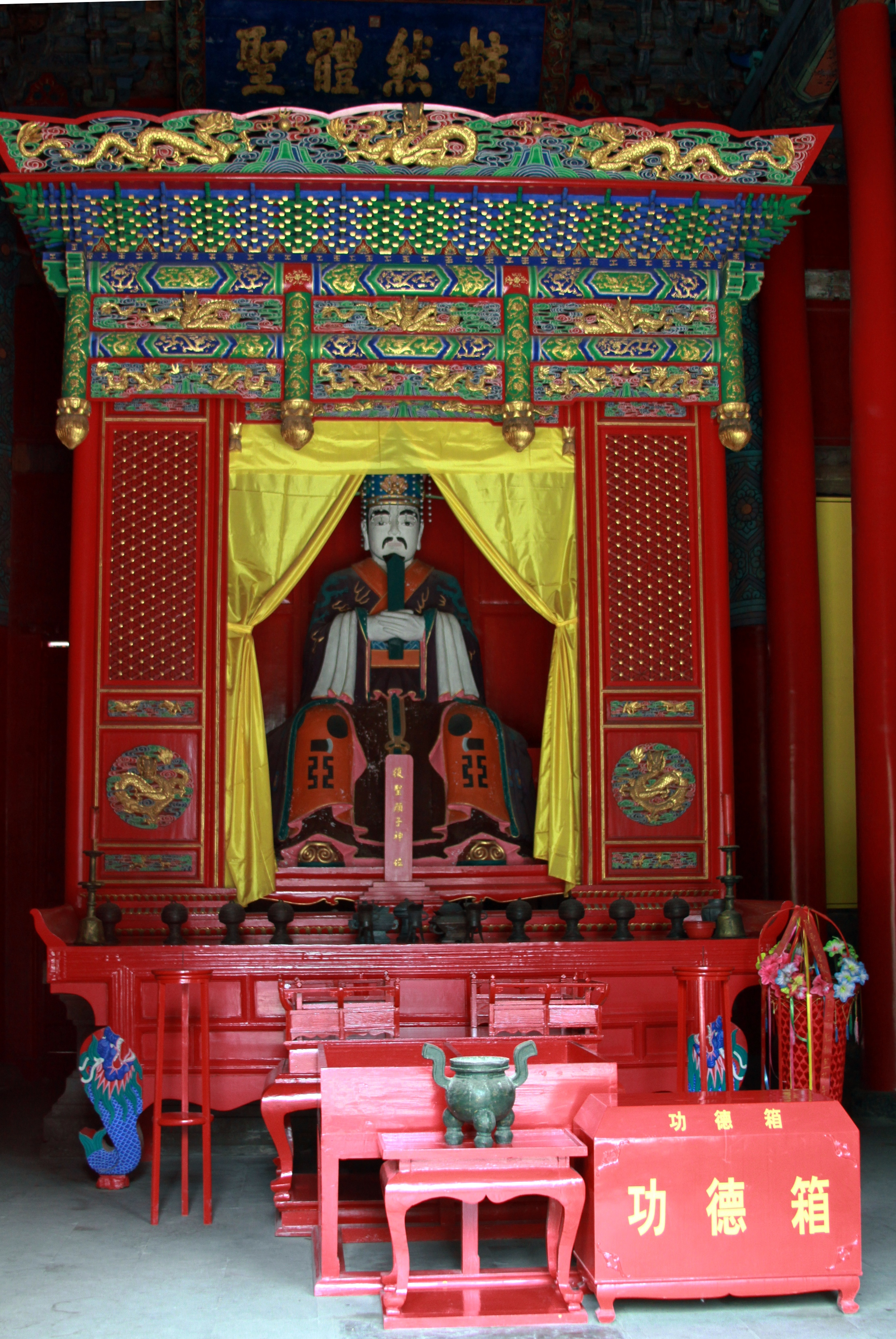
Tempel mit einer Figur von Yan Hui in Qufu.
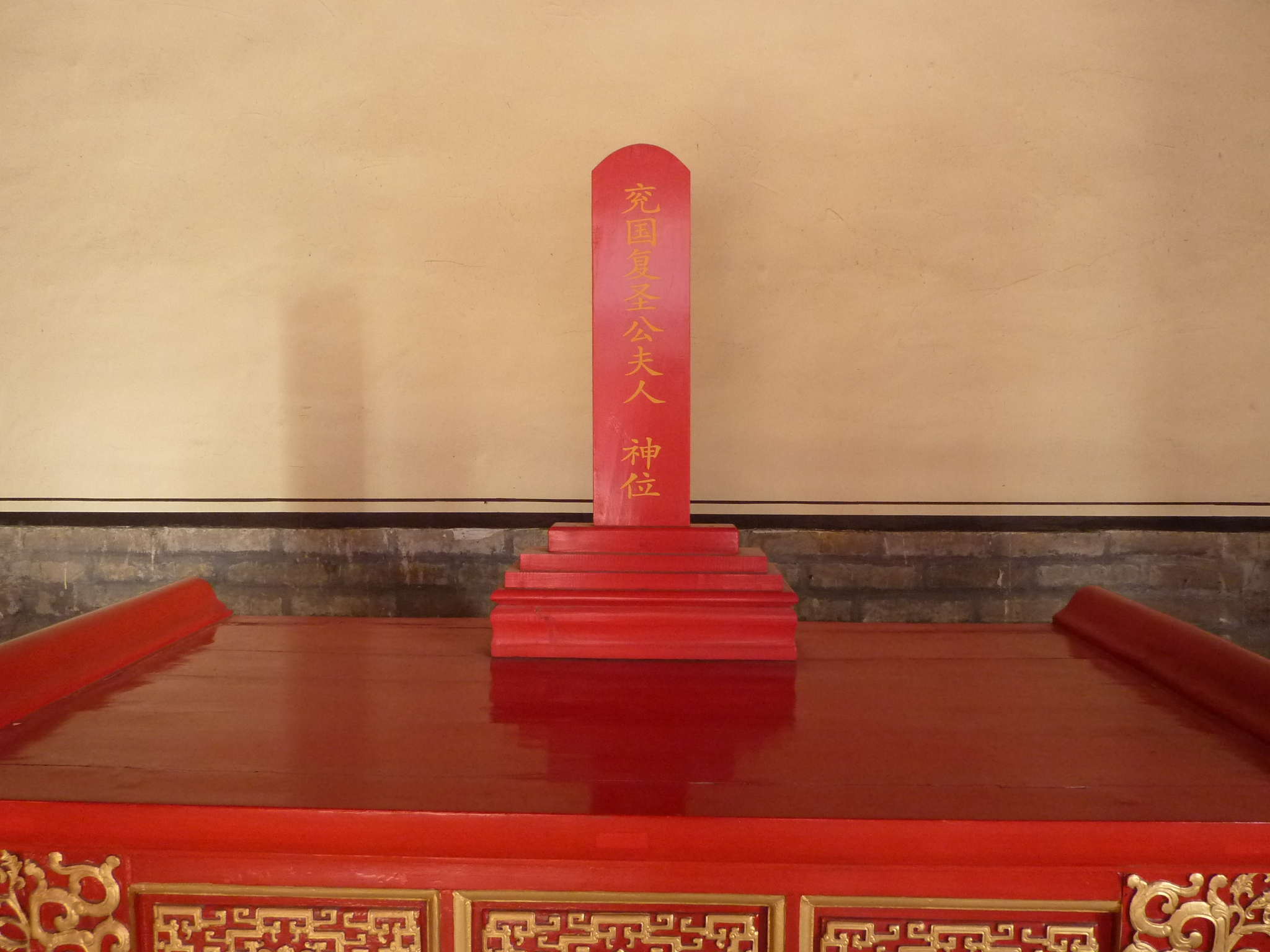
Gedenktafel für Yan Hui in Qufu.

## Tod und Verehrung
Neben etwa 3.000 Anhängern hatte Konfuzius um 72 bis 75 Jünger, von denen er sich verstanden fühlte. Nach dem Tod von Yan Hui beklagte sich Konfuzius zweimal: „Der Himmel hat mich beraubt“". Als ihm andere Schüler sagten, er zeige „übermäßigen Kummer“, antwortete der alte Philosoph: „Zeige ich übermäßigen Kummer? Nun, für wen sollte ich übermäßigen Kummer zeigen, wenn nicht für diesen Mann?“
Yan Hui wird im Yan-Hui-Tempel verehrt, der sich in der ummauerten Stadt Qufu befindet, ein paar Blocks nördlich des Konfuzius-Tempels.
Das Grab von Yan Hui ist heute von Hunderten von Gräbern seiner Nachkommen umgeben und bildet den Yan-Familienfriedhof ("Yan-Wald"). Während der Jurchen-Jin-Dynastie wurde an seinem Grab eine Stele aufgestellt, die während der Ming-Dynastie wieder aufgestellt wurde. Das Grabmal ist gut erhalten.